# Karl Friedrich Wilhelm Hasselbach
Karl Friedrich Wilhelm Hasselbach, auch: Karl Hasselbach (* 22. September 1781 in Anklam; † 29. Juni 1864 in Grünhof) war ein deutscher Historiker und Gymnasiallehrer. Er leitete von 1828 bis 1854 das Marienstiftsgymnasium in Stettin und veröffentlichte über die Geschichte Pommerns und zu pädagogischen Themen.

## Leben
Karl Friedrich Wilhelm Hasselbach wurde in Anklam geboren. In der Literatur wird zwar angegeben, dass sein Vater Superintendent gewesen sei. Doch wäre der einzig in Betracht kommende Superintendent, Wilhelm Christoph Hasselbach, zum Zeitpunkt der Geburt des Sohnes etwa 80 Jahre alt gewesen. Möglicherweise war Karl Friedrich Wilhelm Hasselbach dessen Enkel, vielleicht ein Sohn von dessen Sohn, Christoph Theophil Hasselbach, der 1772 Diakonus und 1788 Pastor und Praepositus an St. Nikolai in Anklam war.
Er besuchte die Lateinschule in Anklam und studierte anschließend ab 1799 an der Universität Halle. 1802 wurde er Lehrer am Berlinischen Gymnasium zum Grauen Kloster, wofür ihn Friedrich Gedike gewonnen hatte.
1803 wurde er Lehrer am Marienstiftsgymnasium in Stettin. An dieser traditionsreichen Schule blieb er, 1828 wurde er als Nachfolger von Friedrich Koch ihr Direktor. Als Schulleiter wirkte er in der Zeit eines großen Aufschwungs der preußischen Gymnasien. Bedeutende Lehrer am Marienstiftsgymnasium waren in seiner Zeit unter anderem Ludwig Giesebrecht und Wilhelm Böhmer. Gegen Ende seiner Amtszeit bekam Hasselbach Schwierigkeiten mit der vorgesetzten Schulbehörde; laut der Allgemeinen Deutschen Biographie kam es zu „zum Teil amtlichen Erörterungen über seine Stellung gegenüber der damals von Oben her begünstigten, strengeren kirchlichen Richtung“. 1854 trat er in den Ruhestand und lebte bis zu seinem Tode 1864 in Grünhof bei Stettin.
Hasselbach bearbeitete gemeinsam mit Johann Gottfried Ludwig Kosegarten den 1. Band des Codex Pomeraniae diplomaticus, ein bis zum Jahr 1253 reichendes Urkundenbuch zur Geschichte Pommerns. Ferner veröffentlichte er kleinere Schriften zur Geschichte Pommerns und zu pädagogischen Themen. Hasselbach war aktives Mitglied in dem 1834 gegründeten Kunstverein für Pommern.
Hasselbachs Ehefrau Charlotte war die Schwester des Pfarrers, Schriftstellers und Malers Theodor Schwarz.

## Schriften (Auswahl)
- Über Erziehung. Ein Gespräch. Greifswald 1816.
- (gemeinsam mit Johann Gottfried Ludwig Kosegarten und Friedrich Ludwig von Medem)  Codex Pomeraniae Diplomaticus. Band 1, Koch, Greifswald 1843 (Digitalisat).
- Zu der sechshundertjährigen Jubelfeier der Bewidmung Stettins mit Magdeburgischen Rechte und andern Freiheiten einer deutschen Stadt durch Herzog Barnim I. am 3. April 1243. Stettin 1843.
- Die Stellung der Schule zu Kirche und Staat. Ein Votum. Stettin 1848.
- Das Jageteufelsche Collegium zu Stettin. Stettin 1852.